# Arte de Las Montañas Blancas

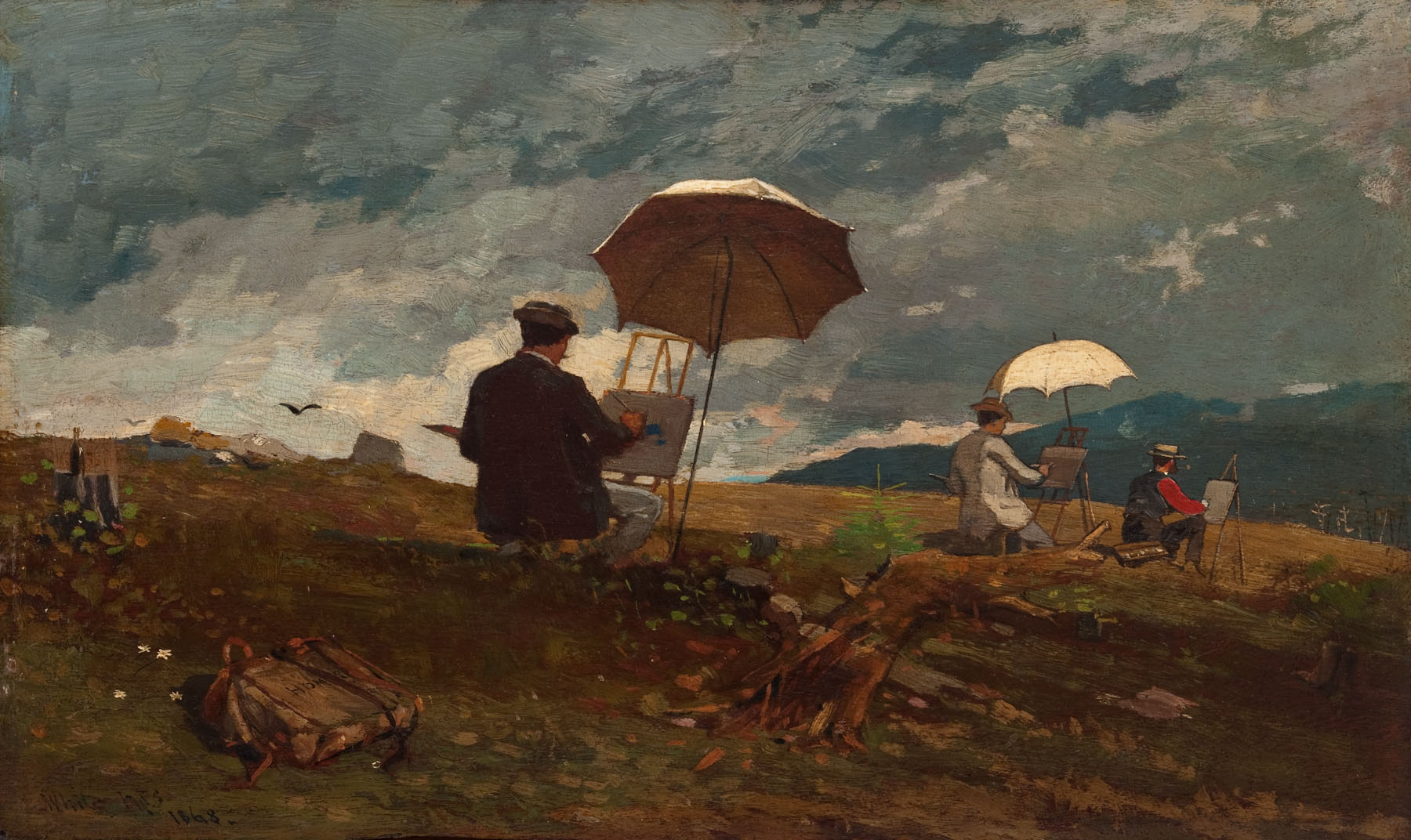
Winslow Homer: Artistas pintando en las Montañas Blancas (1868).

La denominación arte de las Montañas Blancas se refiere en principio al conjunto de obras creadas durante el siglo XIX por más de cuatrocientos paisajistas en el entorno geográfico de las Montañas Blancas de Nuevo Hampshire, en Estados Unidos. También se han incluido los trabajos realizados por artistas del paisaje a lo largo del siglo XX.
Dicho macizo montañoso inspiró a maestros como Thomas Cole, Thomas Doughty y Benjamin Champney, o pintores posteriores como Winslow Homer, George Inness, y a algunos modernistas del siglo XX, como William Zorach.

## Origen y evolución
Desde la década de 1820, algunos pintores decidieron aventurarse en las inmediaciones de las Montañas Blancas de Nuevo Hampshire en busca de motivos paisajísticos e incluso para practicar su trabajo al aire libre. 
Al parecer muchos de ellos fueron alertados y morbosamente atraídos por la tragedia de la familia Willey en 1826, en que nueve personas murieron en una avalancha de barro. Esta necesidad de hacer un tipo de "pintura-crónica" (como la que Goya había hecho con sus obras sobre el 2 y el 3 de mayo en Madrid), dio como fruto un conjunto de cuadros retratando un páramo montañoso dramático y agreste. Aquellas imágenes estimularon la imaginación de los estadounidenses, sobre todo los de las ciudades grandes del noreste, que viajaron a Las Montañas Blancas para ver el escenario con sus propios ojos. A la avalancha de público seguirían, además de escritores, científicos y más artistas, una avalancha proporcional de comerciantes. Las Montañas Blancas se convirtieron en un foco turístico de Nueva Inglaterra, e incluso de más allá. 
El mercado de pinturas y grabados que representaban el área se disparó sustancialmente. Mejoraron los transportes, la infraestructura hotelera y empezaron a proliferar los "rincones artísticos". Así, por ejemplo, Benjamin Champney, uno de los artistas pioneros, popularizó Conway. Otros pintores prefirieron la Franconia, e incluso algunos se aventuraron hasta Gorham, Shelburne y parajes y localidades más al norte. Con el tiempo, los pintores de las Montañas Blancas que siguieron la tradición del estilo romántico de los paisajistas de la escuela del río Hudson tuvieron que dejar paso a nuevas sensibilidades.

## La tragedia de los Willey
El 28 de agosto de 1826, lluvias torrenciales en Las Montañas Blancas causaron aludes de lodo en lo que luego se denominó "Monte Willey". La familia Willey, un matrimonio y sus cinco hijos, que vivía en una cabaña entre los Montes Willey y Webster, intentó escapar con algunos de sus bienes y la ayuda de dos hombres contratados, pero murieron todos en la avalancha final. En la casa, que sin embargo sobrevivió al desastre, los equipos de rescate encontraron una biblia abierta sobre la mesa, indicando que se fueron apresuradamente. La noticia de la tragedia, que se difundió por todo Estados Unidos produjo, durante los años siguientes, abundante literatura, estudios científicos y todo tipo de obras de arte, en esencia dibujos y pinturas, como el óleo de Thomas Hill, titulado Crawford Notch. Curiosamente, aquel triste suceso desató una nueva conciencia del paisaje americano y la naturaleza salvaje de Las Montañas Blancas.